# Ordre des Palmes académiques
L'ordre des Palmes académiques est un ordre honorifique français institué en 1955 pour remplacer les trois grades des Palmes académiques, créés en 1808 par Napoléon Ier pour honorer les membres éminents de l'Université de France. Il s'agit du plus ancien ordre honorifique non militaire.
Il est aujourd'hui régi par un décret du 4 octobre 1955 signé par le président du conseil des ministres Edgar Faure, qui institue les grades de chevalier, d'officier et de commandeur, remplaçant les grades de titulaire, d'officier de l'Université et d'officier des Académies de 1808.

## Histoire
À leur institution par les articles 32 à 37 du décret portant organisation de l'Université en date du 17 mars 1808,, les Palmes académiques sont un titre honorifique réservé à l'Université (qui comprend alors les lycées, le baccalauréat étant le premier des grades universitaires). Il y a alors trois titres :
- les titulaires : titre accordé de droit au grand maître, au chancelier, au trésorier et aux conseillers à vie, qui cesse d'être conféré après 1850 ;
- les officiers de l'université (puis à partir de 1850, officiers de l'Instruction publique) : titre accordé de droit aux conseillers ordinaires, inspecteurs de l'Université, recteurs et inspecteurs d'académie, et aux professeurs de faculté. Il pouvait aussi être accordé aux proviseurs, censeurs et professeurs des deux premières classes des lycées « les plus recommandables par leurs talents et services » ;
- les officiers des académies (puis à partir de 1837, officiers d'académie) : titre accordé de droit aux proviseurs, censeurs, professeurs des deux premières classes des lycées et principaux des collèges. Il pouvait également être accordé à des régents de collèges, chefs d'institutions et aux autres professeurs des lycées en raison de « services éminents ».

L'article 33 du décret du 17 mars 1808 institue une « décoration qui consistera dans une double palme brodée sur la partie gauche de la poitrine. La décoration sera brodée en or pour les titulaires, en argent pour les officiers de l'Université, en soie bleue et blanche pour les officiers des Académies. » L'insigne n'est pas encore métallique.
L'ordre des Palmes académiques est le seul ordre impérial encore décerné, tous les autres étant éteints et la Légion d'honneur ayant été créée le 29 floréal an X, soit le 19 mai 1802, Bonaparte étant alors Premier Consul.
Ce n'est qu'en 1866 que les Palmes académiques deviennent à proprement parler une décoration. À l'insigne brodé succède un insigne métallique soutenu par un ruban, de moire noire, puis violette. Elles ne comportent alors que deux grades :
- officier d'Académie (équivalent du futur grade de chevalier des Palmes académiques).
- officier de l'Instruction publique, équivalent du futur grade d'officier des Palmes académiques.

Les Palmes académiques prennent leur physionomie actuelle par le décret du 4 octobre 1955, à l'instigation d'Edgar Faure et du ministre de l'Éducation nationale Jean Berthoin, sous la forme d'un ordre à trois grades : chevalier, officier, puis commandeur. Les officiers d'Académie et les officiers de l'Instruction publique déjà nommés deviennent d'office respectivement chevaliers et officiers.

## Prise de rang dans l'ordre
La prise de rang (nomination ou promotion effective) dans l'ordre des Palmes académiques intervient dès la signature du décret par le Premier ministre, contrairement aux deux ordres nationaux de la Légion d'honneur et du Mérite, pour lesquels celle-ci n'a lieu que le jour de la remise des insignes.

## De nos jours

### Conseil de l'ordre
Un conseil de l'ordre, dont les membres sont commandeurs de droit, est institué auprès du ministre de l'Éducation nationale ; il est ainsi composé par :
1. le ministre chargé de l'éducation, président ;
2. un membre du conseil de l'ordre de la Légion d'honneur nommé par le ministre chargé de l'éducation sur la proposition du grand chancelier de la Légion d'honneur ;
3. le secrétaire général, les directeurs généraux et les directeurs de l'administration centrale du ministère chargé de l'éducation ;
4. le chef de l'inspection générale de l'éducation, du sport et de la recherche[5].

En l'absence du ministre chargé de l'éducation, la présidence du conseil de l'ordre est assurée par l'un de ses membres désigné par le ministre.
Le chef du bureau du cabinet du ministre chargé de l'éducation assure le secrétariat du conseil de l'ordre.
« Le conseil de l'ordre des Palmes académiques donne son avis sur les nominations et promotions dans l'ordre. Il veille à l'observation des statuts et règlements de l'ordre. »
Il peut aussi décider de suspendre ou d'exclure un membre de l'ordre qui est condamné à une peine correctionnelle ou qui a commis des actions contre l'honneur, même si ces dernières n'ont pas donné lieu à une action en justice. Les personnes condamnées pour crime ou à une peine supérieure ou égale à un an de prison ferme sont automatiquement exclues de l'ordre.

### Attribution
Aujourd'hui, cette distinction honore certains membres de la communauté éducative, enseignants ou non. Les modalités de son attribution ont été étendues, en 1866, à des personnes non enseignantes ayant rendu des services éminents à l'Éducation nationale, et elle peut, également, être accordée aux étrangers, et aux Français résidant à l'étranger, contribuant, activement, à l'expansion de la culture française dans le monde. Elle peut être décernée aux personnes qui ont fait une « contribution exceptionnelle à l'enrichissement du patrimoine culturel » : artistes, professionnels de la culture, etc.
Les chevaliers doivent justifier de dix ans d'activité assortis de mérites distingués. Un officier doit justifier de cinq ans au moins dans le grade de chevalier, et un commandeur de trois ans dans le grade d'officier (art. D911-68), sauf cas exceptionnels. Les recteurs sont commandeurs ex officio. Les personnels tués ou blessés dans l'exercice de leurs fonctions peuvent être nommés exceptionnellement dans l'ordre, même à titre posthume donc, dans un délai d'un mois après l'événement malheureux, si leurs mérites le justifient.
Les promotions et nominations, prises par décret du Premier ministre français sur proposition du ministre de l'Éducation nationale, de l'Enseignement supérieur et de la Recherche, ont lieu deux fois l'an : le 1er janvier et le 14 juillet.

### Contingent
Le décret no 2018-765 du 31 août 2018 a actualisé les conditions d'attribution. Le contingent annuel est depuis le 1er septembre 2018 de 4 547 chevaliers, 1 523 officiers et 280 commandeurs, soit un contingent global annuel de 6 350 décorés, répartis ensuite par départements et académies. Cette réduction de 45 % des attributions par rapport au décret de 2015 s'inscrit dans le cadre de la réforme des deux ordres nationaux et des quatre ordres ministériels voulue par le président de la République Emmanuel Macron, afin de redonner à ceux-ci le prestige qu'ils méritent.
Il est possible de renoncer à sa qualité de membre de l'ordre sur demande écrite, comprenant son certificat, au ministre chargé de l'éducation.

### Association des membres (AMOPA)
Les membres de l'ordre des Palmes académiques (chevaliers, officiers et commandeurs) peuvent adhérer à l'association des membres de l'ordre des Palmes académiques (AMOPA). Cette association, créée en 1962 et placée sous le haut patronage du Président de la République, du ministre de l'Éducation nationale et du grand chancelier de la Légion d'honneur, est reconnue d'utilité publique depuis 1968. L'association fait paraître trimestriellement la Revue de l'Amopa.

### Décorés
Les archives nationales conservent les dossiers de nombreux décorés entre 1890 et 1965.

## Insignes et ruban

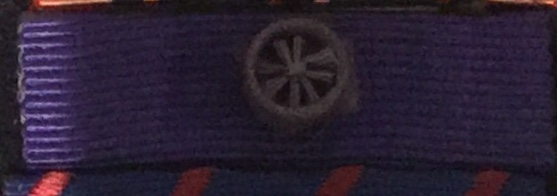
Le ruban d'officier des palmes académiques.

Les insignes de cet ordre ont évolué au fil du temps :
À l'origine, l'insigne représentait un rameau d'olivier et un rameau de laurier entrecroisés. La branche de laurier rappelle la couronne de lauriers portée par les vainqueurs dans l'Antiquité, mais aussi par les poètes ; quant au rameau d'olivier, il évoque la paix, mais les vainqueurs des Jeux olympiques antiques portaient aussi une couronne d'olivier :
- sous le Premier Empire (1808), les palmes sont tissées en fil violet sur un fond de feutrine noire d'environ 10 cm de haut cousu sur la robe de professeur des universités impériales puis royales (trois variantes recensées) ;
- sous le Second Empire, les palmes sont tissées sur un ruban de moire noire ou violette — ce qui leur vaut toujours leur appellation de décoration violette et à l'ordre celle de Légion violette — d'environ 5 cm de haut, de nombreuses variantes existent ; elles sont en fil d'argent ou d'or pour les officiers de l'instruction publique et en fil polychrome pour les officiers d'académie ; à partir de 1866, les palmes sont en métal et suspendues à un ruban violet simple pour les officiers d'académie et un ruban doté d'une rosette pour les officiers de l'Instruction publique. Elles sont alors en argent pour les officiers d'académie et en vermeil, voire en or, pour les officiers de l'instruction publique. Généralement les olives sont représentées en émail rouge, plus rarement en émail vert.
- sous la Troisième République, le modèle adopté en 1866 est maintenu.

Depuis 1955, l'insigne est composé de deux rameaux identiques, plutôt de laurier (les olives ont disparu), d'après un modèle conçu par Raymond Subes. Sont alors créés les grades de chevalier, officier et commandeur :
- les insignes de chevalier sont généralement en argent (parfois en bronze ou métal vulgaire argenté) suspendus à un ruban violet simple ;
- les insignes d'officier sont généralement en vermeil (plus rarement en or voire en bronze ou métal vulgaire doré) suspendus à un ruban violet équipé d'une rosette ;
- les insignes de commandeur sont généralement en vermeil (plus rarement en or voire en bronze ou métal vulgaire doré) suspendus à une cravate portée autour du cou.

Par décret du 1er décembre 2015, une erreur a apparemment été commise : croyant que le décret de 1955 mentionnait un insigne de 30 mm et un ruban de 11 mm (sic !), les mentions de 35 mm et 32 mm sont considérées comme erronées et le décret requiert donc un insigne de 30 mm et un ruban de 11. Ces dispositions ne peuvent être appliquées (un ruban de 11 mm fait à peine le tiers d'un ruban ordinaire) et ne le sont donc pas.
Par décret du 3 mai 2021, l'erreur de 2015 est corrigée, et on en profite pour porter la largeur du ruban à 37 millimètres (au lieu de 32) pour les chevaliers et officiers, afin d'harmoniser sa taille avec celle des rubans des autres ordres et décorations. Le modèle de l'insigne est de nouveau officiellement de 35 millimètres.
Les décorations sont fabriquées par la Monnaie de Paris, mais aussi par de nombreux fabricants privés.
|         | Chevalier | Officier | Commandeur |
| ------- | --------- | -------- | ---------- |
| Insigne |           |          |            |
| Ruban   |           |          |            |

## Dans la culture

### Musique
- Dans la chanson Après chacune des chansons de Julos Beaucarne, l'ordre est mentionné : « J'en conviens, mes mots bâtards/Ne vont pas dans le sens de l'Histoire/Les palmes académiques/Ne fleuriront pas sur mon front. »